# Luisa Cervera
Pour les articles homonymes, voir Cervera.
Luisa Haydee Cervera Cevedon, née le 4 juin 1964 à Lima, est une joueuse de volley-ball péruvienne.
Elle évolue en équipe du Pérou de volley-ball féminin dans les années 1980. 

## Palmarès
- Jeux olympiques
  -  Médaille d'argent en volley-ball en 1988 à Séoul